# David MacMillan
David William Cross MacMillan, född 16 mars 1968 i Bellshill i Skottland, är en brittisk kemist. Han är professor i kemi på Princeton University i New Jersey.
David MacMillan utbildade sig till kemist på University of Glasgow. Han disputerade på University of California, Irvine 1996 och arbetade därefter på Harvard University. År 1998 började han på University of California, Berkeley, och flyttade 2000 till California Institute of Technology, där han blev professor i kemi. År 2006 flyttade han till Princeton University, där hans forskningsgrupp forskat om organokatalys.
David MacMillan fick Nobelpriset i kemi 2021 tillsammans med Benjamin List för utveckling av asymmetrisk organokatalys.